# CCNYL1
CCNYL1 (англ. Cyclin Y like 1) – білок, який кодується однойменним геном, розташованим у людей на 2-й хромосомі. Довжина поліпептидного ланцюга білка становить 359 амінокислот, а молекулярна маса — 40 705.
| 10         |  | 20         |  | 30         |  | 40         |  | 50         |
| ---------- |  | ---------- |  | ---------- |  | ---------- |  | ---------- |
| MGNTLTCCVS |  | PNASPKLGRR |  | AGSAELYCAS |  | DIYEAVSGDA |  | VAVAPAVVEP |
| AELDFGEGEG |  | HHLQHISDRE |  | MPEDLALESN |  | PSDHPRASTI |  | FLSKSQTDVR |
| EKRKSNHLNH |  | VSPGQLTKKY |  | SSCSTIFLDD |  | STVSQPNLRT |  | TVKCVTLAIY |
| YHIKNRDANR |  | SLDIFDERSH |  | PLTREKVPEE |  | YFKHDPEHKF |  | IYRFVRTLFS |
| AAQLTAECAI |  | VTLVYLERLL |  | TYAEIDICPT |  | NWKRIVLGAI |  | LLASKVWDDQ |
| AVWNVDYCQI |  | LKDITVEDMN |  | EMERHFLELL |  | QFNINVPASV |  | YAKYYFDLRS |
| LADDNNLNFL |  | FAPLSKERAQ |  | NLEAISRLCE |  | DKDLCRAAMR |  | RSFSADNFIG |
| IQRSKAILS  |  |            |  |            |  |            |  |            |

A: Аланін

C: Цистеїн

D: Аспарагінова кислота

E: Глутамінова кислота

F: Фенілаланін

G: Гліцин

H: Гістидин

I: Ізолейцин

K: Лізин

L: Лейцин

M: Метіонін

N: Аспарагін

P: Пролін

Q: Глутамін

R: Аргінін

S: Серин

T: Треонін

V: Валін

W: Триптофан

Кодований геном білок за функцією належить до фосфопротеїнів. 
Задіяний у такому біологічному процесі, як альтернативний сплайсинг. 